# Roccatagliata (famiglia)
I Roccatagliata furono una famiglia nobiliare genovese al tempo della Repubblica di Genova, appartenente all'albergo dei Giustiniani.

## Storia
Originaria della Riviera di Levante, il nome della famiglia deriva da Roccatagliata, borgo di origine medievale della Val Fontanabuona, odierna frazione del comune di Neirone, nella Citta Metropolitana di Genova.
Documentata in Genova a partire dal secolo XVI, nel 1528 fu ascritta all'albergo della nobile famiglia genovese dei Giustiniani.
I suoi esponenti più illustri hanno coperto cariche pubbliche della Repubblica di Genova. Fra di essi si annoverano:
- Girolamo Giustiniani Roccatagliata, notaio e uomo politico[1];
- Antonio Roccatagliata (Genova, 1535 o 1536 – Genova, 18 febbraio 1608), notaio, politico, letterato, annalista e stampatore, il quale ricoprì più volte la carica di Governatore della Repubblica, Cancelliere della Repubblica e di Rettore del Collegio dei notai. È ricordato in particolare per i suoi annali, che ancor oggi rappresentano un'importante fonte per la storia della Repubblica di Genova[1].

## Ramo di organari
Alcuni membri della famiglia Roccatagliata, originari di Santa Margherita Ligure, furono attivi come organari in Liguria, nel basso Piemonte e nelle Marche fra il XVII e il XVIII secolo. 